# Андерсон, Джастин
Джастин Ламар Андерсон (англ. Justin Lamar Anderson; род. 19 ноября 1993 года, Монтросс, штат Виргиния, США) — американский профессиональный баскетболист. Был выбран на драфте НБА 2015 года в первом раунде под общим 21-м номером клубом «Даллас Маверикс». Играет на позиции атакующего защитника и лёгкого форварда.

## Ранние годы

### Старшая школа
Андерсон посещал Христианскую школу Монтросса, за которую набирал в среднем 17,8 очка, совершал 4,7 подбора, отдавал 3 результативных передачи, совершал 1,8 перехвата и 1,6 блок-шота, а также выиграл несколько наград, в том числе звание Лучшего баскетболиста среди школьников своего возраста в штате Мэриленд Gatorade. По версии ESPN и Rivals.com входил в Топ-100 игроков своего возраста в США.

### Колледж
Сначала Андерсон устно договорился о выступлениях за «Мэриленд Террапинс», однако после того, как тренер Мэриленда Гэри Уильямс ушел на пенсию, игрок изменил решение. 12 ноября 2011 года Андерсон написал письмо о намерениях в «Виргинию».
В первых двух сезонах выходил на замену. На втором году выступлений получил награды конференции Atlantic Coast лучшему шестому игроку.
После того, как колледж окончил Джо Харрис, Андерсон получил его место в стартовой пятерке. После перелома пальца в матче против «Луисвилл Кардиналс» игрок пропустил последние восемь матчей регулярного сезона, однако вернулся к первой игре конференции ACC 2015 года. После рекордов результативности и других статистических показателей в нападении, Андерсон попал во вторую сборную All-ACC, а также третью сборную All-American по версии Национальной ассоциации баскетбольных тренеров. 13 апреля 2015 года Андерсон объявил, что выставит свою кандидатуру на Драфт НБА.

## Профессиональная карьера

### Даллас Маверикс (2015—2017)
25 июня 2015 года Андерсон был выбран на драфте 2015 года под общим 21-м номером клубом «Даллас Маверикс». Игрок присоединился к команде в Летней лиге НБА 2015 года, где он в среднем набирал 17,5 очков, совершал 4,2 подбора, отдавал 1,5 результативные передачи и совершал 1,2 перехвата в шести матчах. 1 августа 2015 года игрок подписал с «Маверикс» контракт новичка. Дебютировал за команду в матче открытия 28 октября 2015 года, набрал 2 очка и совершил подбор, а команда одержала победу со счётом 111-95 над «Финикс Санз». 10 ноября 2015 года набрал лучший в сезоне показатель в 11 очков, реализовав 4 из 4 бросков, однако команда проиграла со счётом 120—105 клубу «Нью-Орлеан Пеликанс». 5 февраля 2016 года обновил показатели сезона, набрав 13 очков, однако команда со счётом 116-90 проиграла «Сан-Антонио Спёрс».
5 февраля 2016 года вновь обновил рекордные показатели сезона с 13 очками, однако команда со счётом 116-90 проиграла «Сан-Антонио Спёрс». 8 апреля 2016 года набрал первый в карьере дабл-дабл из 19 очков и 10 подборов, также обновив оба индивидуальных рекорда, а команда со счётом 103-93 переиграла «Мемфис». В течение первого сезона несколько раз отправлялся в клуб Лиги развития НБА «Техас Лэджендс».
В июле 2016 года Андерсон вновь с командой принимал участие в предсезонном турнире Летняя лига НБА 2016, где в среднем набирал 16 очков, совершал 7 подборов и отдавал 2,6 передач за пять матчей. В ноябре 2016 года установил лучший в сезоне показатель в 16 очков и 7 передач, однако команда со счётом 116-95 уступила «Голден Стэйт Уорриорз». 22 января 2017 года набрал лучший в игре и сезоне показатель в 19 очков, а команда со счётом 122-73 обыграла «Лос-Анджелес Лейкерс».

### Филадельфия Севенти Сиксерс (2017—2018)
23 февраля 2017 года Андерсон вместе с Эндрю Богутом и защищенным пиком первого раунда был обменян в клуб «Филадельфия Севенти Сиксерс» на Ноэля Нерленса. 3 марта 2017 года он набрал лучшие в карьере 19 очков, а также реализовал важнейший бросок за 24,3 секунд до окончания матча, а команда со счётом 105—102 победила «Нью-Йорк Никс». Через три дня он вновь набрал 19 очков, однако его команда со счётом 112-98 уступила «Милуоки Бакс». 17 марта 2017 года в четвёртый раз в карьере набрал 19 очков, а команда одержала победу со счётом 116-74 над бывшей командой игрока, «Даллас Маверикс». В последнем матче сезона, 12 апреля 2017 года Андерсон набрал 26 очков, однако команда со счётом 114—113 уступила «Никс».
В победном матче против «Милуоки Бакс», который состоялся 11 апреля 2018 года, Андерсон набрал лучший в сезоне показатель в 25 очков и совершил 6 подборов.

### Атланта Хокс (2018—2019)
25 июля 2018 года Андерсон был обменян в «Атланту Хокс» в рамках трёхсторонней сделки, в которой принимали участие его бывший клуб «Филадельфия» и «Оклахома-Сити Тандер». 31 марта 2019 года установил рекорд сезона, совершив дабл-дабл с 24 очками и 12 подборами, а его команда со счётом 136—135 в овертайме победила «Милуоки Бакс».

### Рэпторс 905 (2019—2020)
26 сентября 2019 года Андерсон подписал контракт с «Вашингтон Уизардс» на тренировочный лагерь. 16 октября 2019 года Андерсон был отчислен «Уизардс» после участия в четырех предсезонных играх команды. 25 ноября 2019 года «Рэпторс 905» объявили о том, что Андерсон стал частью команды.

### Бруклин Нетс (2020)
6 января 2020 года Андерсон подписал десятидневный контракт с «Бруклин Нетс». 15 января он был отчислен «Нетс».

### Рэпторс 905 (2020)
Андерсон вернулся в команду «Рэпторс 905» после истечения 10-дневного контракта с «Нетс».

### Лонг-Айленд Нетс (2020)
21 января 2020 года «Рэпторс 905» обменяли Андерсона в «Лонг-Айленд Нетс» на Генри Эленсона.

### Бруклин Нетс (2020)
18 июля 2020 года «Нетс» объявили, что подписали Андерсона на оставшуюся часть сезона НБА 2019/20.
3 декабря Андерсон подписал частично гарантированный 2-летний контракт на 4 млн долларов и вернулся в «Филадельфию Севенти Сиксерс». Он был отчислен по окончании тренировочного лагеря.

### Кливленд Кавальерс / Форт-Уэйн Мэд Энтс (2021)
23 сентября 2021 года «Форт-Уэйн Мэд Антс» приобрели права на Андерсона в результате сделки с «Лонг-Айленд Нетс».
15 октября Андерсон подписал контракт Exhibit 10 с «Индианой Пэйсерс». На следующий день он был отчислен и присоединился к «Мэд Энтс». В 11 играх он набирал в среднем 14,3 очка, 6,5 подбора, 2,9 передачи и 1,0 перехвата за 33,8 минуты за матч.
21 декабря 2021 года Андерсон подписал 10-дневный контракт с «Кливленд Кавальерс».

### Индиана Пэйсерс / Форт-Уэйн Мэд Энтс (2022—2023)
1 января 2022 года Андерсон подписал 10-дневный контракт с «Индианой Пэйсерс», а 11 января после истечения 10-дневного контракта Андерсон был вновь приобретен командой «Форт-Уэйн Мэд Энтс».
17 марта 2022 года Андерсон подписал второй 10-дневный контракт с «Пэйсерс», а 28 марта подписал еще один.
24 октября 2022 года Андерсон вернулся в состав «Форт-Уэйн Мэд Энтс» для участия в тренировочном лагере.

### Бреоган (2023)
25 октября 2023 года Андерсон подписал контракт с командой «Бреоган». Это будет его первый опыт в европейском баскетболе, в котором он примет участие в Лиге ACB и Баскетбольной лиге чемпионов.

### Валенсия (2023—2024)
24 декабря 2023 года Андерсон подписал контракт с испанским клубом «Валенсия». 9 июля 2024 года Андерсон покинул клуб.

### Барселона (2024—2025)
25 июля 2024 года Джастин подписал контракт с «Барселоной».

## Статистика

### Статистика в НБА
| Сезон                                                                                    | Команда     | Регулярный сезон | Регулярный сезон | Регулярный сезон | Регулярный сезон | Регулярный сезон | Регулярный сезон | Регулярный сезон | Регулярный сезон | Регулярный сезон | Регулярный сезон | Регулярный сезон | Серия плей-офф | Серия плей-офф | Серия плей-офф | Серия плей-офф | Серия плей-офф | Серия плей-офф | Серия плей-офф | Серия плей-офф | Серия плей-офф | Серия плей-офф | Серия плей-офф |
| Сезон                                                                                    | Команда     | GP               | GS               | MPG              | FG%              | 3P%              | FT%              | RPG              | APG              | SPG              | BPG              | PPG              | GP             | GS             | MPG            | FG%            | 3P%            | FT%            | RPG            | APG            | SPG            | BPG            | PPG            |
| ---------------------------------------------------------------------------------------- | ----------- | ---------------- | ---------------- | ---------------- | ---------------- | ---------------- | ---------------- | ---------------- | ---------------- | ---------------- | ---------------- | ---------------- | -------------- | -------------- | -------------- | -------------- | -------------- | -------------- | -------------- | -------------- | -------------- | -------------- | -------------- |
| 2015/16                                                                                  | Даллас      | 55               | 9                | 11,8             | 40,6             | 26,5             | 80,0             | 2,4              | 0,5              | 0,3              | 0,5              | 3,8              | 5              | 1              | 19,0           | 45,9           | 30,8           | 64,3           | 4,0            | 1,4            | 0,8            | 0,6            | 9,4            |
| 2016/17                                                                                  | Даллас      | 51               | 2                | 13,9             | 40,1             | 30,3             | 79,5             | 2,9              | 0,6              | 0,5              | 0,3              | 6,5              | Не участвовал  | Не участвовал  | Не участвовал  | Не участвовал  | Не участвовал  | Не участвовал  | Не участвовал  | Не участвовал  | Не участвовал  | Не участвовал  | Не участвовал  |
| 2016/17                                                                                  | Филадельфия | 24               | 8                | 21,6             | 46,3             | 29,2             | 78,0             | 4,0              | 1,4              | 0,5              | 0,3              | 8,5              | Не участвовал  | Не участвовал  | Не участвовал  | Не участвовал  | Не участвовал  | Не участвовал  | Не участвовал  | Не участвовал  | Не участвовал  | Не участвовал  | Не участвовал  |
| 2017/18                                                                                  | Филадельфия | 38               | 0                | 13,7             | 43,1             | 33,0             | 73,7             | 2,4              | 0,7              | 0,4              | 0,2              | 6,2              | 7              | 0              | 4,7            | 37,5           | 28,6           | -              | 1,3            | 0,0            | 0,1            | 0,0            | 1,1            |
| 2018/19                                                                                  | Атланта     | 48               | 4                | 9,7              | 40,8             | 31,2             | 74,3             | 1,8              | 0,5              | 0,5              | 0,3              | 3,7              | Не участвовал  | Не участвовал  | Не участвовал  | Не участвовал  | Не участвовал  | Не участвовал  | Не участвовал  | Не участвовал  | Не участвовал  | Не участвовал  | Не участвовал  |
| 2019/20                                                                                  | Бруклин     | 10               | 1                | 10,7             | 26,3             | 20,7             | 50,0             | 2,1              | 0,8              | 0,0              | 0,6              | 2,8              | 3              | 0              | 9,4            | 41,7           | 45,5           | 100,0          | 2,7            | 1,0            | 0,0            | 0,3            | 6,3            |
| 2021/22                                                                                  | Кливленд    | 3                | 0                | 15,5             | 50,0             | 33,3             | 75,0             | 2,0              | 2,0              | 0,3              | 0,0              | 4,3              | Не участвовал  | Не участвовал  | Не участвовал  | Не участвовал  | Не участвовал  | Не участвовал  | Не участвовал  | Не участвовал  | Не участвовал  | Не участвовал  | Не участвовал  |
| 2021/22                                                                                  | Индиана     | 13               | 6                | 20,7             | 36,8             | 24,5             | 80,0             | 3,1              | 2,1              | 0,5              | 0,5              | 6,8              | Не участвовал  | Не участвовал  | Не участвовал  | Не участвовал  | Не участвовал  | Не участвовал  | Не участвовал  | Не участвовал  | Не участвовал  | Не участвовал  | Не участвовал  |
|                                                                                          | Всего       | 242              | 30               | 13,6             | 41,0             | 29,2             | 77,5             | 2,6              | 0,8              | 0,4              | 0,3              | 5,3              | 15             | 1              | 10,4           | 43,9           | 35,5           | 72,2           | 2,5            | 0,7            | 0,3            | 0,3            | 4,9            |
| Наведите курсор мыши на аббревиатуры в заголовке таблицы, чтобы прочесть их расшифровку. |             |                  |                  |                  |                  |                  |                  |                  |                  |                  |                  |                  |                |                |                |                |                |                |                |                |                |                |                |

### Статистика в Джи-Лиге
| Сезон                                                                                    | Команда            | Регулярный сезон | Регулярный сезон | Регулярный сезон | Регулярный сезон | Регулярный сезон | Регулярный сезон | Регулярный сезон | Регулярный сезон | Регулярный сезон | Регулярный сезон | Регулярный сезон | Серия плей-офф | Серия плей-офф | Серия плей-офф | Серия плей-офф | Серия плей-офф | Серия плей-офф | Серия плей-офф | Серия плей-офф | Серия плей-офф | Серия плей-офф | Серия плей-офф |
| Сезон                                                                                    | Команда            | GP               | GS               | MPG              | FG%              | 3P%              | FT%              | RPG              | APG              | SPG              | BPG              | PPG              | GP             | GS             | MPG            | FG%            | 3P%            | FT%            | RPG            | APG            | SPG            | BPG            | PPG            |
| ---------------------------------------------------------------------------------------- | ------------------ | ---------------- | ---------------- | ---------------- | ---------------- | ---------------- | ---------------- | ---------------- | ---------------- | ---------------- | ---------------- | ---------------- | -------------- | -------------- | -------------- | -------------- | -------------- | -------------- | -------------- | -------------- | -------------- | -------------- | -------------- |
| 2015/16                                                                                  | Техас Лэджендс     | 7                | 7                | 38,3             | 46,0             | 33,3             | 79,2             | 4,6              | 3,4              | 0,4              | 0,6              | 23,0             | Не участвовал  | Не участвовал  | Не участвовал  | Не участвовал  | Не участвовал  | Не участвовал  | Не участвовал  | Не участвовал  | Не участвовал  | Не участвовал  | Не участвовал  |
| 2019/20                                                                                  | Рэпторс 905        | 15               | 15               | 33,6             | 47,4             | 33,6             | 75,0             | 6,9              | 1,7              | 1,1              | 0,7              | 20,7             | Не участвовал  | Не участвовал  | Не участвовал  | Не участвовал  | Не участвовал  | Не участвовал  | Не участвовал  | Не участвовал  | Не участвовал  | Не участвовал  | Не участвовал  |
| 2019/20                                                                                  | Лонг-Айленд Нетс   | 16               | 14               | 33,6             | 47,8             | 37,1             | 75,0             | 6,4              | 3,5              | 1,1              | 0,6              | 20,5             | Не участвовал  | Не участвовал  | Не участвовал  | Не участвовал  | Не участвовал  | Не участвовал  | Не участвовал  | Не участвовал  | Не участвовал  | Не участвовал  | Не участвовал  |
| 2021/22                                                                                  | Форт-Уэйн Мэд Энтс | 33               | 33               | 36,4             | 47,1             | 39,0             | 87,9             | 6,6              | 3,9              | 1,2              | 0,7              | 23,3             | Не участвовал  | Не участвовал  | Не участвовал  | Не участвовал  | Не участвовал  | Не участвовал  | Не участвовал  | Не участвовал  | Не участвовал  | Не участвовал  | Не участвовал  |
| 2022/23                                                                                  | Форт-Уэйн Мэд Энтс | 48               | 47               | 36,3             | 46,8             | 32,6             | 81,8             | 5,3              | 5,2              | 1,2              | 0,8              | 20,0             | 1              | 1              | 10,6           | 14,3           | 0,0            | 100,0          | 1,0            | 0,0            | 0,0            | 1,0            | 4,0            |
|                                                                                          | Всего              | 119              | 116              | 35,8             | 47,0             | 35,5             | 81,6             | 6,0              | 4,1              | 1,1              | 0,7              | 21,2             | 1              | 1              | 10,6           | 14,3           | 0,0            | 100,0          | 1,0            | 0,0            | 0,0            | 1,0            | 4,0            |
| Наведите курсор мыши на аббревиатуры в заголовке таблицы, чтобы прочесть их расшифровку. |                    |                  |                  |                  |                  |                  |                  |                  |                  |                  |                  |                  |                |                |                |                |                |                |                |                |                |                |                |

### Статистика в колледже
| Сезон                                                                                   | Команда  | GP | GS | MPG  | FG%  | 3P%  | FT%  | RPG | APG | SPG | BPG | PPG  |  |
| --------------------------------------------------------------------------------------- | -------- | -- | -- | ---- | ---- | ---- | ---- | --- | --- | --- | --- | ---- |  |
| 2012/13                                                                                 | Виргиния | 35 | 17 | 24,0 | 42,0 | 30,3 | 76,4 | 3,3 | 2,3 | 0,9 | 1,2 | 7,6  |  |
| 2013/14                                                                                 | Виргиния | 37 | 5  | 21,5 | 40,7 | 29,4 | 71,6 | 3,2 | 1,5 | 0,4 | 0,8 | 7,8  |  |
| 2014/15                                                                                 | Виргиния | 26 | 23 | 27,8 | 46,6 | 45,2 | 78,0 | 4,0 | 1,7 | 0,7 | 0,5 | 12,2 |  |
|                                                                                         | Всего    | 98 | 45 | 24,1 | 43,0 | 35,7 | 75,2 | 3,5 | 1,8 | 0,6 | 0,9 | 8,9  |  |
| Наведите курсор мыши на аббревиатуры в заголовке таблицы, чтобы прочесть их расшифровку |          |    |    |      |      |      |      |     |     |     |     |      |  |

### Статистика в других лигах
| Сезон | Команда              | Лига                 | GP | GS | MPG  | FG%  | 3P%  | FT%  | RPG | APG | SPG | BPG | PFL | TOV | PPG  |
| --- | -------------------- | -------------------- | -- | -- | ---- | ---- | ---- | ---- | --- | --- | --- | --- | --- | --- | ---- |
| 2023/24 | Все клубы            | Все лиги             | 51 | 27 | 21,3 | 44,3 | 33,1 | 82,7 | 2,4 | 1,3 | 0,9 | 0,5 | 2,3 | 1,4 | 8,8  |
| 2023/24 | Бреоган              | Чемпионат Испании    | 8  | 4  | 24,0 | 36,7 | 27,8 | 89,3 | 3,0 | 2,0 | 1,5 | 1,0 | 2,0 | 2,8 | 11,6 |
| 2023/24 | Бреоган              | Лига чемпионов ФИБА  | 4  | 2  | 29,3 | 54,5 | 16,7 | 77,8 | 3,5 | 3,8 | 2,3 | 1,0 | 2,3 | 3,3 | 14,8 |
| 2023/24 | Валенсия             | Чемпионат Испании    | 19 | 9  | 20,9 | 44,8 | 39,3 | 91,9 | 2,3 | 1,2 | 0,7 | 0,5 | 2,6 | 1,1 | 8,5  |
| 2023/24 | Валенсия             | Евролига             | 18 | 11 | 18,6 | 45,7 | 33,3 | 69,2 | 2,2 | 0,6 | 0,4 | 0,2 | 2,1 | 0,8 | 6,1  |
| 2023/24 | Валенсия             | Кубок Испании        | 2  | 1  | 22,7 | 47,4 | 33,3 | 40,0 | 1,5 | 1,0 | 2,0 | 0,5 | 2,0 | 0,5 | 11,5 |
| Всего | Всего                | Всего                | 51 | 27 | 21,3 | 44,3 | 33,1 | 82,7 | 2,4 | 1,3 | 0,9 | 0,5 | 2,3 | 1,4 | 8,8  |
| В чемпионате Испании | В чемпионате Испании | В чемпионате Испании | 27 | 13 | 21,8 | 41,5 | 35,1 | 90,8 | 2,5 | 1,4 | 0,9 | 0,7 | 2,4 | 1,6 | 9,4  |
| Наведите курсор мыши на аббревиатуры в заголовке таблицы, чтобы прочесть их расшифровку Статистика приведена с сайта basketball.realgm.com |                      |                      |    |    |      |      |      |      |     |     |     |     |     |     |      |